# Open Constitution Initiative
Pour les articles homonymes, voir OCI.
Le Gongmeng chinois simplifié : 公盟推荐 ; pinyin : gōngméng tuījiàn; traduit par Open Constitution Initiative (OCI) en anglais est une organisation non-gouvernementale d'avocats et d'universitaires en république populaire de Chine qui recommande de plus importantes protections de l'État de droit et de la Constitution de la république populaire de Chine. Elle a été fondée en 2003 par Xu Zhiyong, Teng Biao, Wang Gongquan, Yu Jiang et Zhang Xingshui de la faculté de droit de l'Université de Pékin.
Depuis 2002, des media et tabloids en ligne indépendant ont joué un rôle important dans le discours politique dans la société chinoise. De nombreux intellectuels chinois ont utilisé Internet pour discuter de l'évolution possible de la politique chinoise. L'OCI est un groupe de tels intellectuels dont le site internet contient des essais sur les problèmes constitutionnels et la protection du droits du citoyen. Un avocat notable qui fait partie du groupe est Xu Zhiyong.
Le 8 juin 2004, les autorités chinoises d'Internet ont fermé son site Web sans spécifier une raison précise.
Cette mesure sévère est intervenue lors d'une periode de tension politique élevée quant au Détroit de Taïwan et lors du 15e anniversaire du Manifestations de la place Tian'anmen, et aussi pendant les événements symboliques augmentant l'interdépendance internationale de la Chine, comme la visite de l'émissaire grec des Jeux olympiques.

## Rapport sur les causes sociales et économiques des troubles au Tibet en 2008
Un an après les troubles au Tibet en 2008, Gongmeng publia un document intitulé "Rapport d'enquête sur les causes sociales et économiques de l'incident du 14 mars dans les zones tibétaines". L'enquête souligne les limites des politiques de "développement rapide" lancées dans les années 1990 par le gouvernement chinois, qui ont "créé les bases d'une marginalisation accrue" des Tibétains.
Le rapport critique la politique du Conseil des affaires de l'État de la république populaire de Chine dans la région autonome du Tibet, arguant que la propagande est utilisée pour masquer les défauts de sa politique au Tibet, comme l'inégalité ethnique et la création d'« une aristocratie de fonctionnaires corrompus et grossiers »,. Ce rapport a été considéré comme une vue plus équilibrée de la situation au Tibet et a reçu l'approbation, circulant par les sites internet de discussion en Chine, bien que le gouvernement chinois ne l'a pas encore commenté.
Une traduction du rapport en anglais diffusée par International Campaign for Tibet indique que selon le Gongmeng, après les années 1990, les secteurs tibétains devinrent de plus en plus disparates. Le soutien de l'état se focalisa sur les villes et la construction d'infrastructures à grande échelle. L'investissement dans l'agriculture, l'industrie principale des Tibétains, était insuffisant. En interviewant des agriculteurs et des nomades dans le comté de Xiahe de la Préfecture autonome tibétaine de Gannan, Gongmeng constata qu’ils n’avaient pas obtenu de fonds pour augmenter leur production. Sans capital, ils ne purent ouvrir de magasins. Le long des rues les plus prospères, la plupart des magasins sont tenus par des Hui depuis plus de 10 ans et leurs familles sont à présent relativement prospères. À la suite du développement à grande échelle des infrastructures urbaines, du tourisme et du secteur tertiaire à Lhassa, l'économie a prospéré, et l'État a mis en place une stratégie de développement de l’économie et de l'emploi dans les secteurs tibétains. Un grand nombre de Han et de Hui ont créé de petites entreprises dans la restauration et l’industrie touristique. Ceux qui profitèrent le plus de cette économie prospère furent les migrants, les non-Tibétains ; et comme les Tibétains n’ont ni le capital ni les compétences, ils deviennent de plus en plus marginalisés. À Lhassa, les magasins d'artisanat autour du Barkhor sont tenus principalement par des Hui du Gannan et du Qinghai.

## Fermeture par les autorités
Le 14 juillet 2009, l'état chinois annonça un redressement pour fraude fiscale de 1,4 million de yuans (190 milles d'euros) à l'encontre de l'Open Constitution Initiative. Elle fut fermée par les autorités qui la déclarèrent "illégale". Xu Zhiyong répliqua le lendemain dans un communiqué mettant en lumière les "aberrations légales" de ce redressement, les dons perçus par l'association ayant été déclarés. Le 17 juillet, la police perquisitionna les locaux de l'association.
Le 29 juillet, Xu Zhiyong  fut arrêté chez lui, et fut détenu par les autorités chinoises,.